# 大新水库
大新水库是中国吉林省延边朝鲜族自治州龙井市境内的一座水库，位于海兰河支流六道河上，建于1984年。水库正常库容为1310万立方米，集雨面积为144平方千米，海拔为454米。